# マレッベ
マレッベ（イタリア語: Marebbe ; ラディン語: Marèo）は、イタリア共和国トレンティーノ＝アルト・アディジェ州ボルツァーノ自治県にある、人口約3,100人の基礎自治体（コムーネ）。

## 名称
州の3つの公用語では、それぞれ以下の名称を持つ。
- イタリア語: Marebbe
- ドイツ語: Enneberg エンネベルク
- ラディン語: Marèo

## 地理

### 位置・広がり

#### 隣接コムーネ
隣接するコムーネは以下の通り。括弧内BLはベッルーノ県（ヴェネト州）所属。
- ブルーニコ - 北
- ヴァルダーオラ - 北東
- ブラーイエス - 東
- コルティーナ・ダンペッツォ (BL) - 南東
- バディーア - 南
- ラ・ヴァッレ - 南
- サン・マルティーノ・イン・バディーア - 南西
- ルゾーン - 西
- サン・ロレンツォ・ディ・セバート - 北西

## 行政

### 分離集落
マレッベには以下の分離集落（フラツィオーネ）がある。
- Pieve di Marebbe (Enneberg-Pfarre, La Pli de Mareo), Rina (Welschellen, Rina), San Vigilio (St. Vigil, Al Plan de Mareo)

## 住民

### 言語
| 言語集団調査（2011年） | 言語集団調査（2011年） | 言語集団調査（2011年） | 言語集団調査（2011年） | 言語集団調査（2011年） |
| ---------------------- | ---------------------- | ---------------------- | ---------------------- | ---------------------- |
|                        |                        |                        |                        |                        |
| ドイツ語               | ドイツ語               |                        | 2.89%                  | 2.89%                  |
| イタリア語             | イタリア語             |                        | 5.02%                  | 5.02%                  |
| ラディン語             | ラディン語             |                        | 92.09%                 | 92.09%                 |

2011年に行われた、住民がドイツ語・イタリア語・ラディン語のいずれの「言語集団」に属するかの調査によれば（ボルツァーノ自治県#言語集団調査参照）、住民の約92%がラディン語話者である。

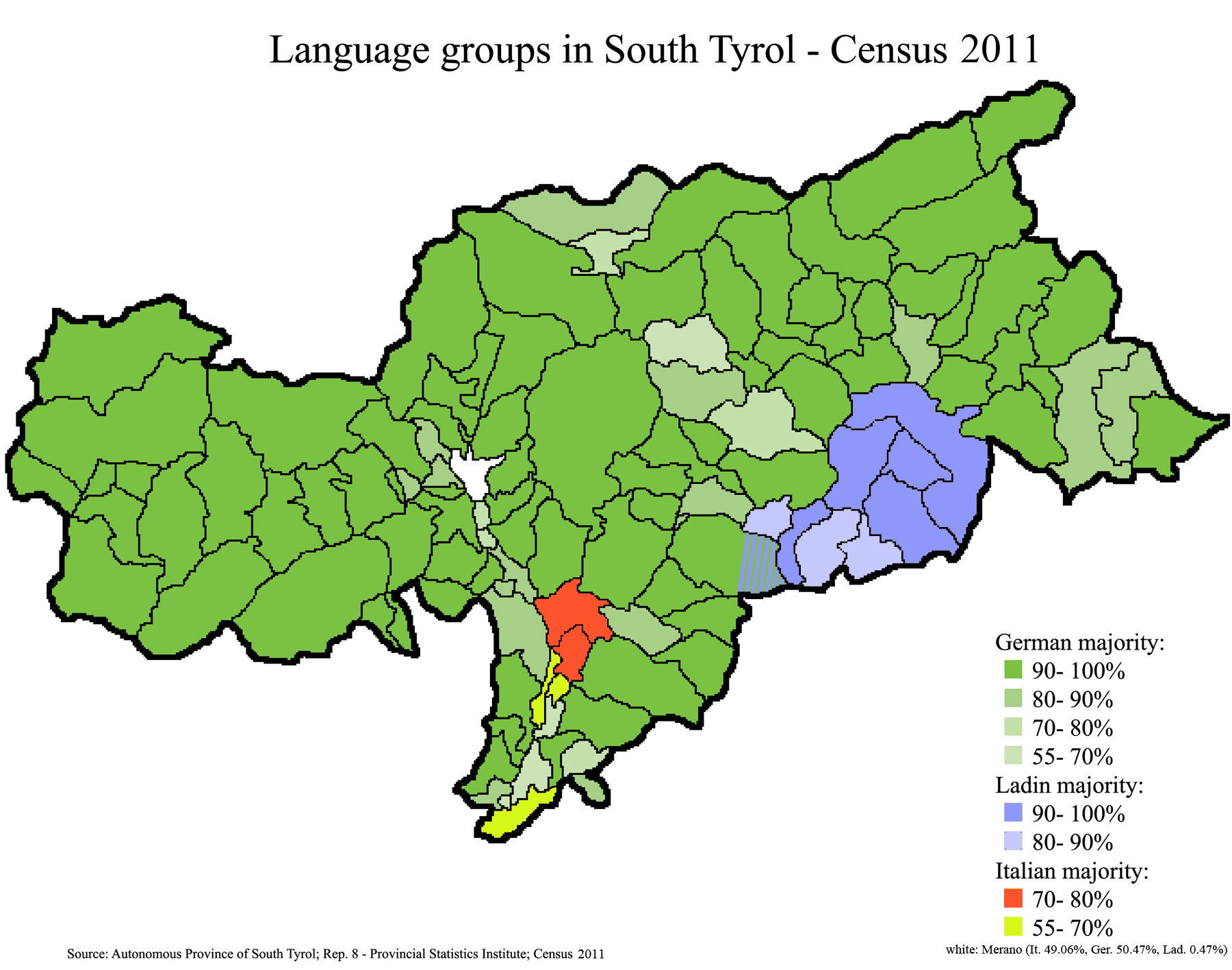
ボルツァーノ自治県の言語状況（2011年）。ラディン語話者が多数を占める地域は青で示されている。